# Championnats du monde de cyclo-cross 2005
Navigation
Édition précédente Édition suivante
Les championnats du monde de cyclo-cross 2005 ont lieu les 29 et 30 janvier 2005 à Saint-Wendel, en Allemagne.

## Podiums

### Hommes
| Épreuves        | Or               | Argent              | Bronze              |
| --------------- | ---------------- | ------------------- | ------------------- |
| Élites          | Sven Nys         | Erwin Vervecken     | Sven Vanthourenhout |
| Moins de 23 ans | Zdeněk Štybar    | Radomir Simunek jr. | Simon Zahner        |
| Juniors         | Davide Malacarne | Julien Taramarcaz   | Christoph Pfingsten |

### Femmes
| Épreuves | Or                | Argent       | Bronze          |
| -------- | ----------------- | ------------ | --------------- |
| Élites   | Hanka Kupfernagel | Sabine Spitz | Mirjam Melchers |

## Classement des élites

### Hommes
| Pos.                               | Cycliste            | Pays     | Temps           |
| ---------------------------------- | ------------------- | -------- | --------------- |
| Médaille d'or, Coupe du Monde      | Sven Nys            | Belgique | 1 h 01 min 34 s |
| Médaille d'argent, Coupe du Monde  | Erwin Vervecken     | Belgique | +2 s            |
| Médaille de bronze, Coupe du Monde | Sven Vanthourenhout | Belgique | +13 s           |
| 4.                                 | Francis Mourey      | France   | +31 s           |
| 5.                                 | Davy Commeyne       | Belgique | —               |
| 6.                                 | Tom Vannoppen       | Belgique | —               |
| 7.                                 | Petr Dlask          | Tchéquie | +42 s           |
| 8.                                 | Enrico Franzoi      | Italie   | —               |
| 9.                                 | Michael Baumgärtner | Suisse   | —               |
| 10.                                | Wilant van Gils     | Pays-Bas | —               |

### Femmes
| Pos.                               | Cycliste             | Pays       | Temps        |
| ---------------------------------- | -------------------- | ---------- | ------------ |
| Médaille d'or, Coupe du Monde      | Hanka Kupfernagel    | Allemagne  | 41 min 42 s  |
| Médaille d'argent, Coupe du Monde  | Sabine Spitz         | Allemagne  | +28 s        |
| Médaille de bronze, Coupe du Monde | Mirjam Melchers      | Pays-Bas   | +32 s        |
| 4.                                 | Laurence Leboucher   | France     | —            |
| 5.                                 | Maryline Salvetat    | France     | —            |
| 6.                                 | Daphny van den Brand | Pays-Bas   | + 2 min 02 s |
| 7.                                 | Ann Knapp            | États-Unis | + 2 min 16 s |
| 8.                                 | Anja Nobus           | Belgique   | + 2 min 24 s |
| 9.                                 | Marianne Vos         | Pays-Bas   | + 2 min 25 s |
| 10.                                | Nadia Triquet        | France     | + 2 min 47 s |

## Classement moins de 23 ans
| Pos.                               | Cycliste            | Pays     | Temps        |
| ---------------------------------- | ------------------- | -------- | ------------ |
| Médaille d'or, Coupe du Monde      | Zdeněk Štybar       | Tchéquie | 50 min 12 s  |
| Médaille d'argent, Coupe du Monde  | Radomir Simunek jr. | Tchéquie | +21 s        |
| Médaille de bronze, Coupe du Monde | Simon Zahner        | Suisse   | +25 s        |
| 4.                                 | Lukas Flückiger     | Suisse   | +28 s        |
| 5.                                 | Niels Albert        | Belgique | +35 s        |
| 6.                                 | Kevin Pauwels       | Belgique | +59 s        |
| 7.                                 | Derik Zampedri      | Italie   | + 1 min 26 s |
| 8.                                 | Steve Chainel       | France   | + 1 min 27 s |
| 9.                                 | Lars Boom           | Pays-Bas | + 1 min 28 s |
| 10.                                | Krzysztof Kuzniak   | Pologne  | —            |

## Classement juniors
| Pos.                               | Cycliste              | Pays      | Temps       |
| ---------------------------------- | --------------------- | --------- | ----------- |
| Médaille d'or, Coupe du Monde      | Davide Malacarne      | Italie    | 38 min 52 s |
| Médaille d'argent, Coupe du Monde  | Julien Taramarcaz     | Suisse    | —           |
| Médaille de bronze, Coupe du Monde | Christoph Pfingsten   | Allemagne | —           |
| 4.                                 | Romain Lejeune        | France    | +10 s       |
| 5.                                 | Ricardo van der Velde | Pays-Bas  | +14 s       |
| 6.                                 | Lukáš Klouček         | Tchéquie  | +42 s       |
| 7.                                 | Ondřej Bambula        | Tchéquie  | +49 s       |
| 8.                                 | Yannick Martinez      | France    | —           |
| 9.                                 | Róbert Gavenda        | Slovaquie | +50 s       |
| 10.                                | Guillaume Perrot      | France    | +51 s       |

## Tableau des médailles
| Rang | Nation    | Or | Argent | Bronze | Total |
| ---- | --------- | -- | ------ | ------ | ----- |
| 1    | Allemagne | 1  | 1      | 1      | 3     |
| 1    | Belgique  | 1  | 1      | 1      | 3     |
| 3    | Tchéquie  | 1  | 1      | 0      | 2     |
| 4    | Italie    | 1  | 0      | 0      | 1     |
| 5    | Suisse    | 0  | 1      | 1      | 2     |
| 6    | Pays-Bas  | 0  | 0      | 1      | 1     |